# World Reformed Fellowship
Die World Reformed Fellowship ist ein internationaler evangelischer Verband, welcher theologisch konservativ ausgerichtete reformierte Kirchenverbände, Denominationen, einzelne Kirchgemeinden (Kongregationen), Missions- und Bildungs-Organisationen sowie Einzelpersonen vereinigt. Die WRF wurde am 24. Oktober 2000 gegründet durch die Vereinigung der World Fellowship of Reformed Churches WFRC (gegr. 1994 in Amerika) und der International Reformed Fellowship IRF (gegr. 1994 in Asien).
Zur WRF gehören (Stand August 2012) 61 Denominationen, 76 einzelne Kirchgemeinden, 125 zwischenkirchliche Fachorganisationen (v. a. theologische Seminare) und mindestens 595 Pastoren, Dozenten und andere Einzelpersonen.
Die theologische Ausrichtung des WRF ist derjenigen der International Conference of Reformed Churches ähnlich.
Die Mitglieder des WRF identifizieren sich bei der Anmeldung zur Mitgliedschaft mit mindestens einem der folgenden historischen Bekenntnisse: Confessio Belgica, Lehrregeln von Dordrecht, Confessio Gallicana, Heidelberger Katechismus, Londoner Bekenntnis von 1689, Savoy Declaration 1658, Zweites Helvetisches Bekenntnis, Neununddreißig Artikel, Bekenntnis von Westminster.

## Mitglieder (Denominationen)
Kirchenverbände:
- Africa Evangelical Presbyterian Church
- Associate Reformed Presbyterian Church (USA)
- Associated Presbyterian Church in Scotland (21 Kirchgemeinden)
- Biblical Reformed Church of Myanmar
- Christian Reformed Churches of Nepal
- Chiese Evangeliche Riformate Battiste in Italia
- Christian Reformed Church of South Africa
- Christian Reformed Church of Sri Lanka
- Church and Nation Committee of The Presbyterian Church of Victoria (Australia)
- Church of England in South Africa (150 Kirchgemeinden)
- Eglise Protestante Reformee du Burundi
- Eglise Reformée du Quebec
- Evangelical Presbyterian Church (USA) (410 Kirchgemeinden)
- Evangelical Presbyterian Church of Malawi
- Evangelical Presbyterian Church of Myanmar
- Evangelical Presbyterian Church of Peru
- Evangelical Reformed Church in America
- Evangelical Reformed Church of the Democratic Republic of Congo
- Evangelical Reformed Church of Lithuania
- Free Church of Scotland
- General Assembly of the Presbyterian Church of the Philippines
- God’s Healing Ministry (Lagos, Nigeria)
- Grace Presbyterian Church of Bangladesh
- Grace Presbyterian Church of New Zealand (21 Kirchgemeinden)
- Greater Grace Ministry (Kampala, Uganda)
- Igreja Presbyteriana de Angola
- India Reformed Presbyterian Church
- International Peacemaking Church of Christ (Raleigh, North Carolina, USA)
- Mount Zion Presbyterian Church of Sierra Leone
- National Capital Region North Presbytery (The Philippines)
- National Presbyterian Church of Mexico
- Presbyterian Church in America (1'771 Kirchgemeinden)
- Presbyterian Church of the Eastern Democratic Republic of Congo
- Presbyterian Church in India
- Presbyterian Church in Uganda
- Presbyterian Church of Australia (600 Kirchgemeinden)
- Presbyterian Church of Bangladesh
- Presbyterian Church of Bolivia
- Presbyterian Church of Brazil
- Presbyterian Church of Sierra Leone
- Presbyterian Church of South India
- Presbyterian Free Church of Central India
- Protestant Church of Ambohimalaza-Firaisana (Madagascar)
- Protestant Reformed Christian Church of Croatia
- Protestant Reformed Christian Church in Serbia
- Reformed Baptist Churches in North America
- Reformed Bible Churches of Trinidad and Tobago
- Reformed Church of Latin America
- Reformed Church of Nepal
- Reformed Churches in South Africa
- Reformed Community Churches in Myanmar
- Reformed Evangelical Church of Indonesia
- Reformed Evangelical Church of Myanmar
- Reformed Presbyterian Church in Africa (Uganda)
- Reformed Presbyterian Church in Myanmar
- Reformed Presbyterian Church of India
- Reformed Presbyterian Church of Uganda
- Reformierte Freikirche in Deutschland
- Sudanese Reformed Churches
- United Christian Church and Bible Institute (USA)
- United Church of Christ (Colombia)
- United Presbyterian Church of Pakistan
- United Reformed Churches in Myanmar

## Mitglieder (Organisationen) (Auszug)
- Akademie für Reformatorische Theologie, Hannover
- Martin Bucer Seminar, Berlin und Bonn u. a.

## Prominente Einzelmitglieder (Auszug)
- Thomas Schirrmacher